# Lancaster (condado de Coös)
Lancaster es un lugar designado por el censo ubicado en el condado de Coös en el estado estadounidense de Nuevo Hampshire. En el Censo de 2010 tenía una población de 1.725 habitantes y una densidad poblacional de 324,42 personas por km².

## Geografía
Lancaster se encuentra ubicado en las coordenadas 44°29′19″N 71°34′28″O / 44.48861, -71.57444. Según la Oficina del Censo de los Estados Unidos, Lancaster tiene una superficie total de 5.32 km², de la cual 5.2 km² corresponden a tierra firme y (2.24%) 0.12 km² es agua.

## Demografía
Según el censo de 2010, había 1.725 personas residiendo en Lancaster. La densidad de población era de 324,42 hab./km². De los 1.725 habitantes, Lancaster estaba compuesto por el 96.23% blancos, el 0.52% eran afroamericanos, el 0.93% eran amerindios, el 0.87% eran asiáticos, el 0.06% eran isleños del Pacífico, el 0.17% eran de otras razas y el 1.22% pertenecían a dos o más razas. Del total de la población el 2.49% eran hispanos o latinos de cualquier raza.